# Mukhabarat
Il Mukhābarāt ( arabo : مخابرات, anche traslitterato muḫābarāt / muḵābarāt; "relazione, notizie" di Kh-BR,) è il termine arabo per indicare il servizio segreto, o l'agenzia di intelligence. In Occidente il termine viene talvolta usato negativamente, con allusione alla repressione degli oppositori politici, spesso per mezzo di polizia segreta o di terrorismo di stato, nei paesi arabi.
Le organizzazioni che utilizzano il nome sono diverse:

## Egitto
- Gihāz al-Mukhābarāt al-ʿĀmma (Apparato d'informazioni generali)
- Idārat al-Mukhābarāt al-Harbiyya wa al-Istiṭlāʿ (Direzione dei servizi militari e d'indagine)
- Gihāz Mabāḥith Amn al-Dawla (Apparato d'informazioni per la sicurezza dello Stato)

## Iraq
- Jihaz al-Mukhabarat al-Amma sotto Saddam Hussein (servizio di intelligence iracheno o Direzione generale di sicurezza)
- Iraqi National Intelligence Service (INIS) dal 2004
- Mudiriyat al-Amn al-Amma (Direzione generale di sicurezza)

## Giordania
- Dairat al-Mukhabarat al-Amma (Ufficio generale d'intelligence)

## Libia
- Mukhabarat el-Jamahiriya (Intelligence della Libia sotto Muʿammar Gheddafi)

## Sudan
- Jihaaz Al Amn Al Watani Wal Mukhaabaraat (Servizio di intelligence e sicurezza nazionale)

## Arabia Saudita
- Al-Mukhabarat al-'Amma (Presidenza generale delle investigazioni)

## Siria
- Shu'bat al-Mukhabarat al-'Askariyya (Dipartimento del servizio segreto militare)
- Idarat al-Mukhabarat al-Jawiyya (Direzione aerea di intelligence)
- Idarat al-Mukhabarat al-Amma (Direzione generale d'intelligence)

## Yemen
- Al-Amn al-Watani al-Mukhabarat, servizio segreto della Repubblica dello Yemen (1990 - presente)